# U-738
Unterseeboot 738 foi um submarino alemão do Tipo VIIC, pertencente a Kriegsmarine que atuou durante a Segunda Guerra Mundial.

## Comandantes
| Comandante                   | Data                                              |
| ---------------------------- | ------------------------------------------------- |
| Oblt. Erich-Michael Hoffmann | 20 de fevereiro de 1943 - 14 de fevereiro de 1944 |

## Subordinação
Durante o seu tempo de serviço, esteve subordinado às seguintes flotilhas:
| Período                                           | Flotilha                                |
| ------------------------------------------------- | --------------------------------------- |
| 20 de fevereiro de 1943 - 14 de fevereiro de 1944 | 8. Unterseebootsflottille (treinamento) |